# Arquidiócesis de Lodz
La arquidiócesis de Lodz o de Łódź (en latín: Archidioecesis Lodziensis y en polaco: Archidiecezja łódzka) es una circunscripción eclesiástica de la Iglesia católica en Polonia. Se trata de una arquidiócesis latina, sede metropolitana de la provincia eclesiástica de Lodz. Desde el 14 de septiembre de 2017 su arzobispo es el cardenal Grzegorz Ryś.

## Territorio y organización

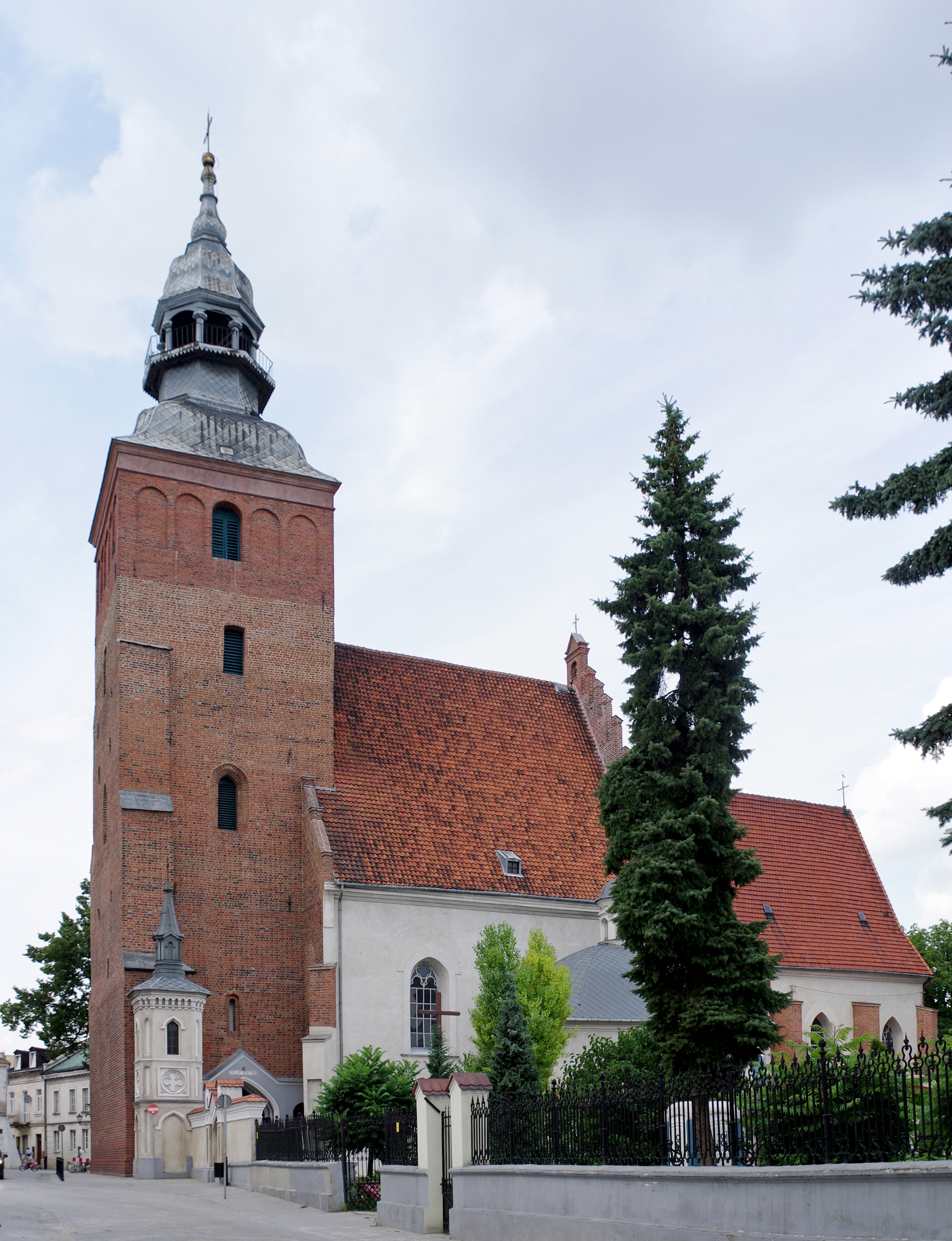
Basílica de Santiago, en Piotrków Trybunalski

La arquidiócesis tiene 5200 km² y extiende su jurisdicción sobre los fieles católicos de rito latino residentes en la parte central del voivodato de Lodz.

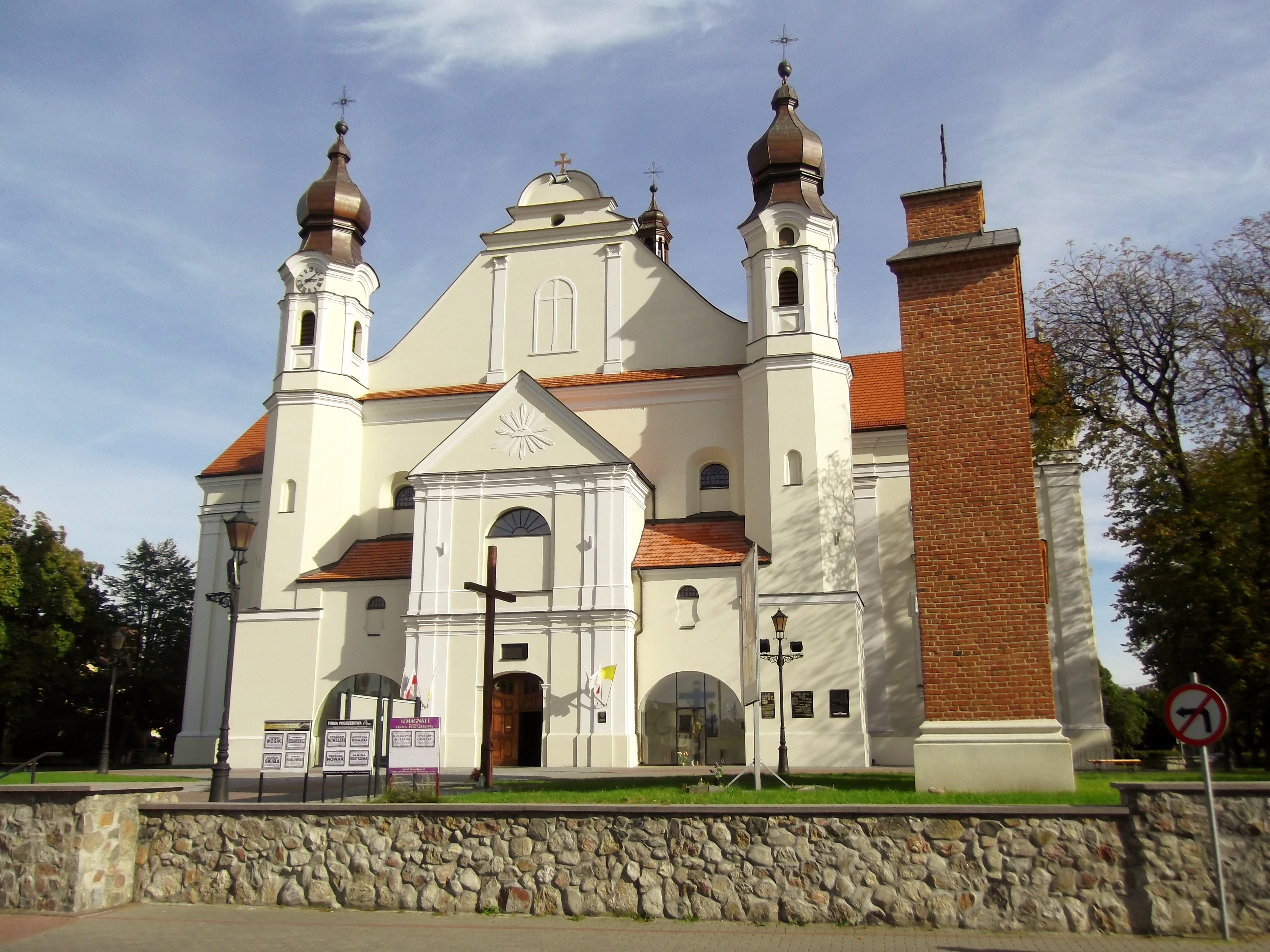
Colegiata de la Inmaculada Concepción de la Santísima Virgen María y San Miguel Arcángel, en Łask

La sede de la arquidiócesis se encuentra en la ciudad de Lodz, en donde se halla la Catedral basílica de San Estanislao Kostka. En Piotrków Trybunalski se encuentra la basílica de Santiago. En la arquidiócesis existen 3 capítulos colegiados: el cabildo catedralicio y las colegiatas de la Inmaculada Concepción de la Santísima Virgen María y San Miguel Arcángel, en Łask; y la de San Nicolás, en Wolbórz.

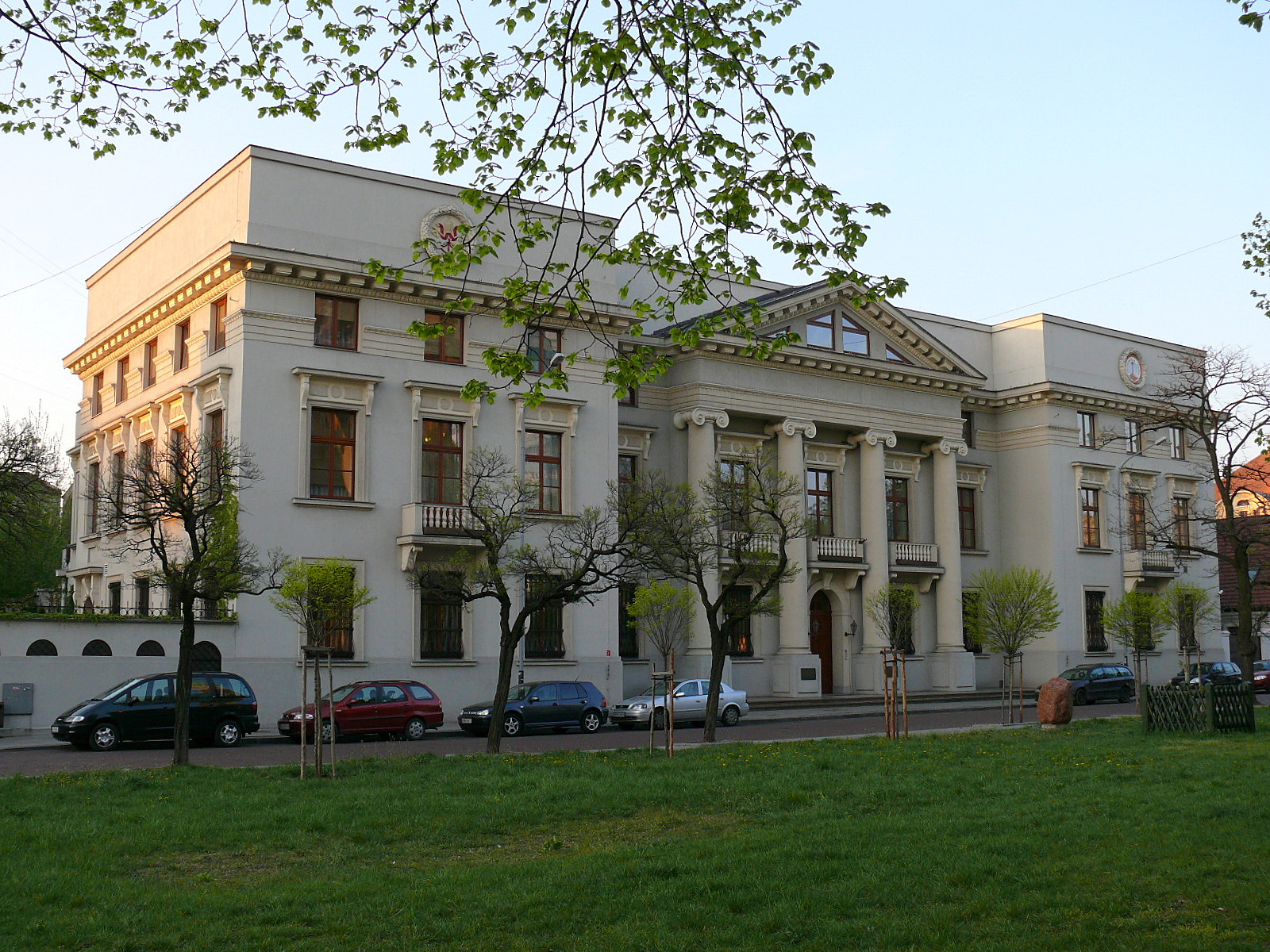
Palacio archiepiscopal

La arquidiócesis tiene como sufragánea a la diócesis de Łowicz.

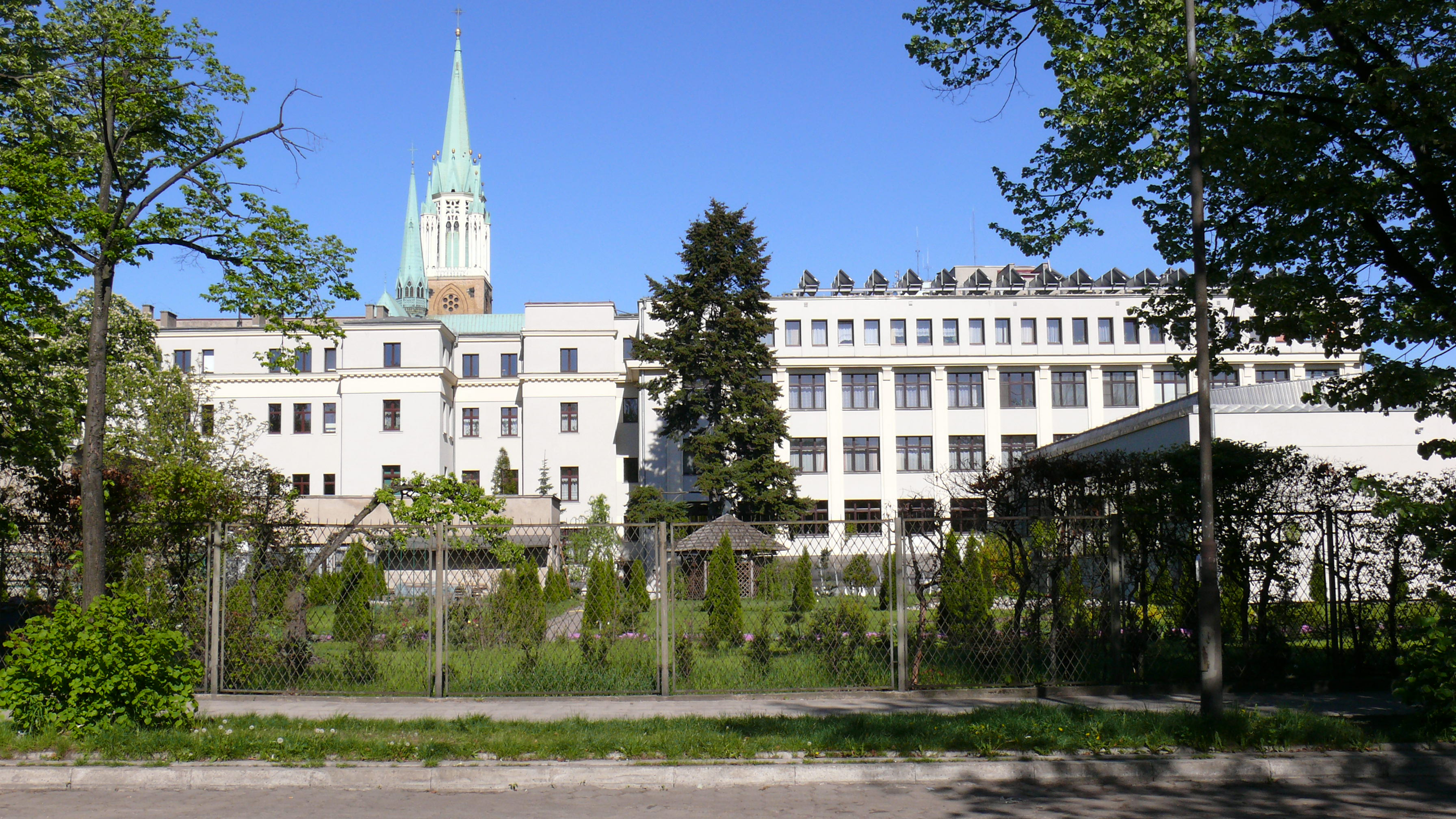
Seminario de Lodz

En 2023 en la arquidiócesis existían 219 parroquias agrupadas en 28 decanatos: Aleksandrowski, Bełchatowski, Brzeziński, Koluszkowski, Konstantynowski, Łaski, Łódź Bałuty, Łódź Chojny-Dąbrowa, Łódź Olechów, Łódź Radogoszcz, Łódź Retkinia-Ruda, Łódź Stoki, Łódź Śródmieście, Łódź Teofilów-Żubardź, Łódź Widzew, Ozorkowski, Pabianicki, Piotrkowski, Poddębicki, Strykowski, Szczercowski, Tomaszowski, Tuszyński, Widawski, Wolborski, Zelowski, Zgierski y Sulejowski.

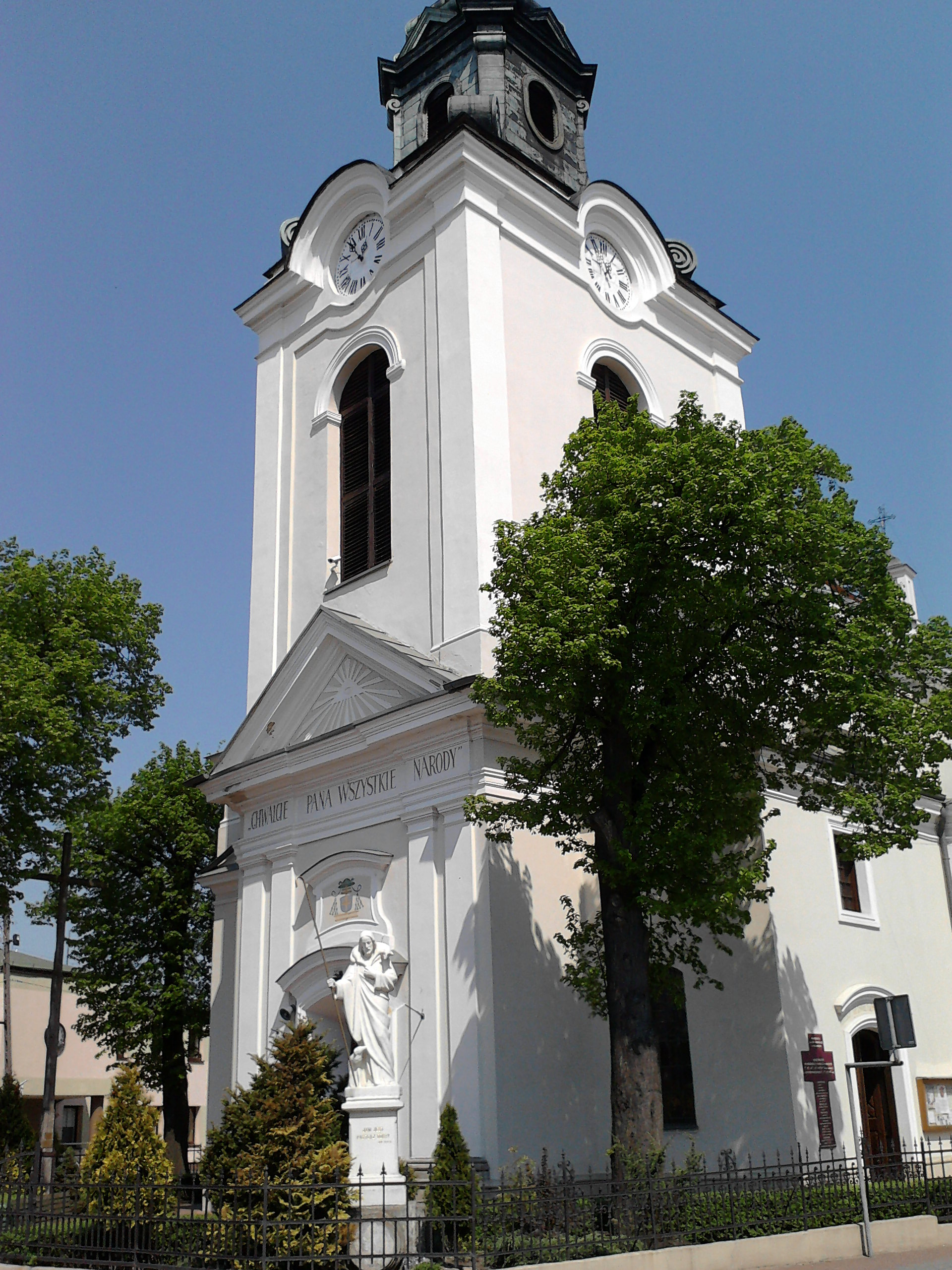
Colegiata de San Nicolás, en Wolbórz

## Historia
La diócesis de Lodz fue erigida por el papa Benedicto XV mediante la bula Christi Domini del 10 de diciembre de 1920, obteniendo el territorio de la arquidiócesis de Varsovia, de la que originalmente era sufragánea.
El 29 de noviembre de 1921, mediante el decreto Postulante Vincentio Tymieniecki de la Congregación Consistorial se constituyó el capítulo catedralicio, compuesto por 12 canónigos.
El 28 de octubre de 1925, mediante la bula Vixdum Poloniae unitas del Papa Pío XI, que reorganizó las diócesis polacas, la diócesis de Lodz experimentó algunos cambios territoriales, con la adquisición de 6 decanatos que comprendían 51 parroquias de la diócesis de Włocławek, a la que se cedieron 8 parroquias.
En 1939 la diócesis contaba con 15 decanatos, 131 parroquias, 347 sacerdotes diocesanos y 41 religiosos y una población católica de más de 900 000 fieles.
En 1939 el obispo Kazimierz Tomczak fue arrestado por los nazis. En 1941 Tomczak y el obispo diocesano Włodzimierz Bronisław Jasiński fueron internados en un monasterio. Jasiński volvió a la diócesis en 1944 y sólo en el verano de 1945 pudo hacerse cargo del gobierno.
El 25 de marzo de 1992, como parte de la reorganización de las diócesis polacas deseada por el papa Juan Pablo II mediante la bula Totus tuus Poloniae populus, cedió una parte de su territorio para la erección de la diócesis de Łowicz y al mismo tiempo fue elevada al rango de arquidiócesis inmediatamente sujeta a la Santa Sede.
El 24 de febrero de 2004 fue elevada a sede metropolitana mediante la bula Spiritale incrementum del papa Juan Pablo II.

## Estadísticas
Según el Anuario Pontificio 2024 la arquidiócesis tenía a fines de 2023 un total de 1 351 780 fieles bautizados.
| Año                                                                             | Población            | Población | Población      | Sacerdotes | Sacerdotes    | Sacerdotes    | Bautizados por sacerdote | Diáconos permanentes | Religiosos | Religiosos | Parroquias |
| Año                                                                             | Bautizados católicos | Total     | % de católicos | Total      | Clero secular | Clero regular | Bautizados por sacerdote | Diáconos permanentes | Varones    | Mujeres    | Parroquias |
| ------------------------------------------------------------------------------- | -------------------- | --------- | -------------- | ---------- | ------------- | ------------- | ------------------------ | -------------------- | ---------- | ---------- | ---------- |
| 1950                                                                            | 1 000                | 1 100 000 | 90.9           | 314        | 238           | 76            | 3184                     |                      | 140        | 553        | 138        |
| 1970                                                                            | 1 150 000            | 1 350 000 | 85.2           | 485        | 374           | 111           | 2371                     |                      | 163        | 820        | 147        |
| 1980                                                                            | 1 361 000            | 1 489 000 | 91.4           | 529        | 400           | 129           | 2572                     |                      | 176        | 820        | 157        |
| 1990                                                                            | 1 592 100            | 1 700 000 | 93.7           | 611        | 469           | 142           | 2605                     |                      | 338        | 842        | 204        |
| 1999                                                                            | 1 470 000            | 1 550 000 | 94.8           | 675        | 520           | 155           | 2177                     |                      | 378        | 672        | 209        |
| 2000                                                                            | 1 465 000            | 1 545 000 | 94.8           | 682        | 527           | 155           | 2148                     |                      | 344        | 678        | 209        |
| 2001                                                                            | 1 460 000            | 1 540 000 | 94.8           | 676        | 546           | 130           | 2159                     |                      | 346        | 677        | 211        |
| 2002                                                                            | 1 460 000            | 1 540 000 | 94.8           | 692        | 559           | 133           | 2109                     |                      | 336        | 570        | 212        |
| 2003                                                                            | 1 460 000            | 1 540 000 | 94.8           | 690        | 558           | 132           | 2115                     |                      | 338        | 559        | 212        |
| 2004                                                                            | 1 460 000            | 1 540 000 | 94.8           | 748        | 564           | 184           | 1951                     |                      | 400        | 585        | 212        |
| 2013                                                                            | 1 410 000            | 1 490 000 | 94.6           | 763        | 573           | 190           | 1847                     |                      | 240        | 519        | 218        |
| 2016                                                                            | 1 380 000            | 1 460 000 | 94.5           | 733        | 561           | 172           | 1882                     |                      | 235        | 493        | 218        |
| 2019                                                                            | 1 330 000            | 1 410 000 | 94.3           | 723        | 557           | 166           | 1839                     |                      | 215        | 439        | 219        |
| 2021                                                                            | 1 345 600            | 1 426 630 | 94.3           | 731        | 554           | 177           | 1840                     |                      | 233        | 431        | 219        |
| 2023                                                                            | 1 351 780            | 1 433 180 | 94.3           | 753        | 546           | 207           | 1795                     | 16                   | 257        | 431        | 219        |
| Fuente: Catholic-Hierarchy, que a su vez toma los datos del Anuario Pontificio. |                      |           |                |            |               |               |                          |                      |            |            |            |

## Episcopologio

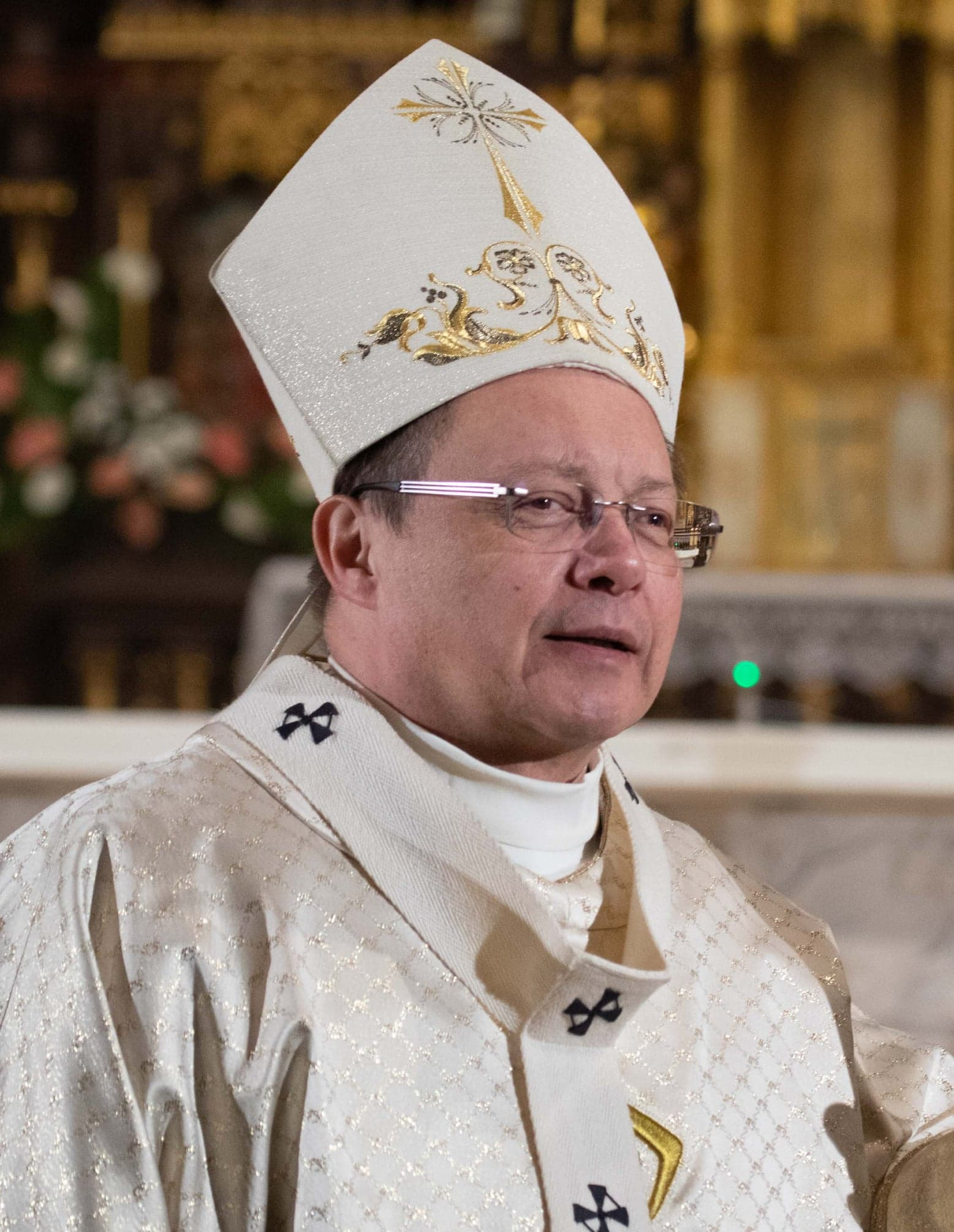
Cardenal Grzegorz Ryś, arzobispo de Lodz desde 2017

- Wincenty Tymieniecki † (11 de abril de 1921-10 de agosto de 1934 falleció)
- Włodzimierz Bronisław Jasiński † (30 de noviembre de 1934-12 de diciembre de 1946 renunció[nota 5])
- Michał Klepacz † (20 de diciembre de 1946-29 de enero de 1967 falleció)
- Józef Rozwadowski † (29 de octubre de 1968-24 de enero de 1986 retirado)
- Władysław Ziółek (24 de enero de 1986-11 de julio de 2012 retirado)
- Marek Jędraszewski (11 de julio de 2012-8 de diciembre de 2016 nombrado arzobispo de Cracovia)
- Grzegorz Ryś, desde el 14 de septiembre de 2017